# 托马斯·斯戈维奥
托马斯·斯戈维奥（Thomas Sgovio，1916年10月7日—1997年7月3日）是一位美国艺术家、前共产主义者，曾被蘇聯當局关押在古拉格。
其父是个意大利裔美国共产主义者，因政治活动而被美国当局驱逐至苏联。斯戈维奥因而与父亲一同移居苏联。一到苏联，斯戈维奥就放弃了自己的美国国籍。在莫斯科生活了3年后，斯戈维奥对苏联失去了希望，于是试图在莫斯科的美国大使馆要回自己的美国护照。1938年3月12日，就在他离开使馆后，他就被內務人民委員部逮捕。被捕后，斯戈维奥先被关进莫斯科的卢比扬卡大楼，后又被转送进塔甘卡监狱。当局对斯戈维奥草草进行了例行问讯，之后似乎只在乎他出现在美使馆一事，接着，他被一內務人民委員部三人法庭定为“社会危险分子”，被判处強迫勞動。若干年后，斯戈维奥想要当局重新审理自己的案件；负责处理斯戈维奥的申请的公诉人得出结论，“斯戈维奥并不否认自己在美使馆提交申请的事实。因此我认为无需对他的案件进行再审理”。后来，斯戈维奥被轉移到海參崴，最終來到位於科雷馬的古拉格。 
在营中，当局经常把职业罪犯和政治犯关在一起，前者因此能完全控制住其他犯人。职业罪犯们的一大标志就是各种纹身，身为职业艺术家的斯戈维奥于是加入了营中的纹身行业。他还曾一度为营中的一个高级警卫担当私人勤务员。他也曾是砍伐原木单位的成员。二战期间，斯戈维奥通过包裹机械部件的美国报纸（美国通过租借法案援助给苏联的物资）知晓了在太平洋的战争。他见证了无数古拉格囚犯忍饥挨饿乃至最终饿死的过程，后来他把这些都写了出来。
斯戈维奥最终活了下来。在劳改营服刑满16年后，他虽然获释，但一開始他必须留在苏联境内。最终，他在1960年获准返回美国。他在回忆录《亲爱的美国！我因此不再支持共产主义》（Dear America! Why I Turned Against Communism，1972年）中叙述了自己的经历以及古拉格的恐怖。